# Kirchschönbach
Kirchschönbach ist ein Ortsteil der Stadt Prichsenstadt im unterfränkischen Landkreis Kitzingen.

## Geografische Lage
Das Pfarrdorf Kirchschönbach liegt im Südosten des Prichsenstadter Gemeindegebietes. Nördlich befindet sich die sogenannte Lochmühle, nordöstlich schließt sich Altenschönbach an. Das Gelände des ehemaligen Klosters Ilmbach liegt im Südosten, während Rüdern sich südlich befindet. Im Südwesten beginnt das Gemeindegebiet des Marktes Wiesentheid, die Stadt Prichsenstadt selbst ist westlich von Kirchschönbach zu finden. Das Bild des Dorfes wird auch vom 477 m hohen Schloßberg geprägt, der sich allerdings in der Gemarkung von Altenschönbach befindet. Östlich des Ortes entspringt der Altbach. Östlich von Kirschönbach und in der Gemarkung Rüdern befinden sich die drei Schutzgebiete Naturwald Höllgrund, Naturwald Ilmbacher Wald sowie der Naturwald Ebener Trieb. In diesen drei Naturwäldern findet keine forstwirtschaftliche Nutzung mehr statt.
Nächstgelegene größere Städte sind das 18 Kilometer entfernte Kitzingen und Schweinfurt in ungefähr 29 Kilometer Entfernung.

## Geschichte
Das Dorf wurde wohl im Zuge der Fränkischen Landnahme im 8. Jahrhundert gegründet. Im frühen Mittelalter hatten zunächst die Grafen von Castell die Dorfherrschaft inne. 1306 kam Kirchschönbach zum Kloster Ebrach im Steigerwald. Im 15. Jahrhundert kamen die Fuchs von Bimbach in den Besitz des Ortes, im 16. Jahrhundert wurden sie von den Herren von Wichsenstein abgelöst. Im Jahr 1666 folgten die von Guttenberg, bevor das Dorf 1681 an die Grafschaft Wiesentheid kam.
Im 18. Jahrhundert etablierte sich in Kirchschönbach eine kleine jüdische Gemeinde. 1817 lebten insgesamt zwölf jüdische Familien in dem Dorf. Zu Beginn des 19. Jahrhunderts erhielt das Königreich Bayern das Dorf. Der letzte Kirchschönbacher jüdischen Glaubens verstarb 1911. Im Jahr 1972 wurde Kirchschönbach Teil der neugegründeten Großgemeinde Prichsenstadt.

## Kultur und Sehenswürdigkeiten

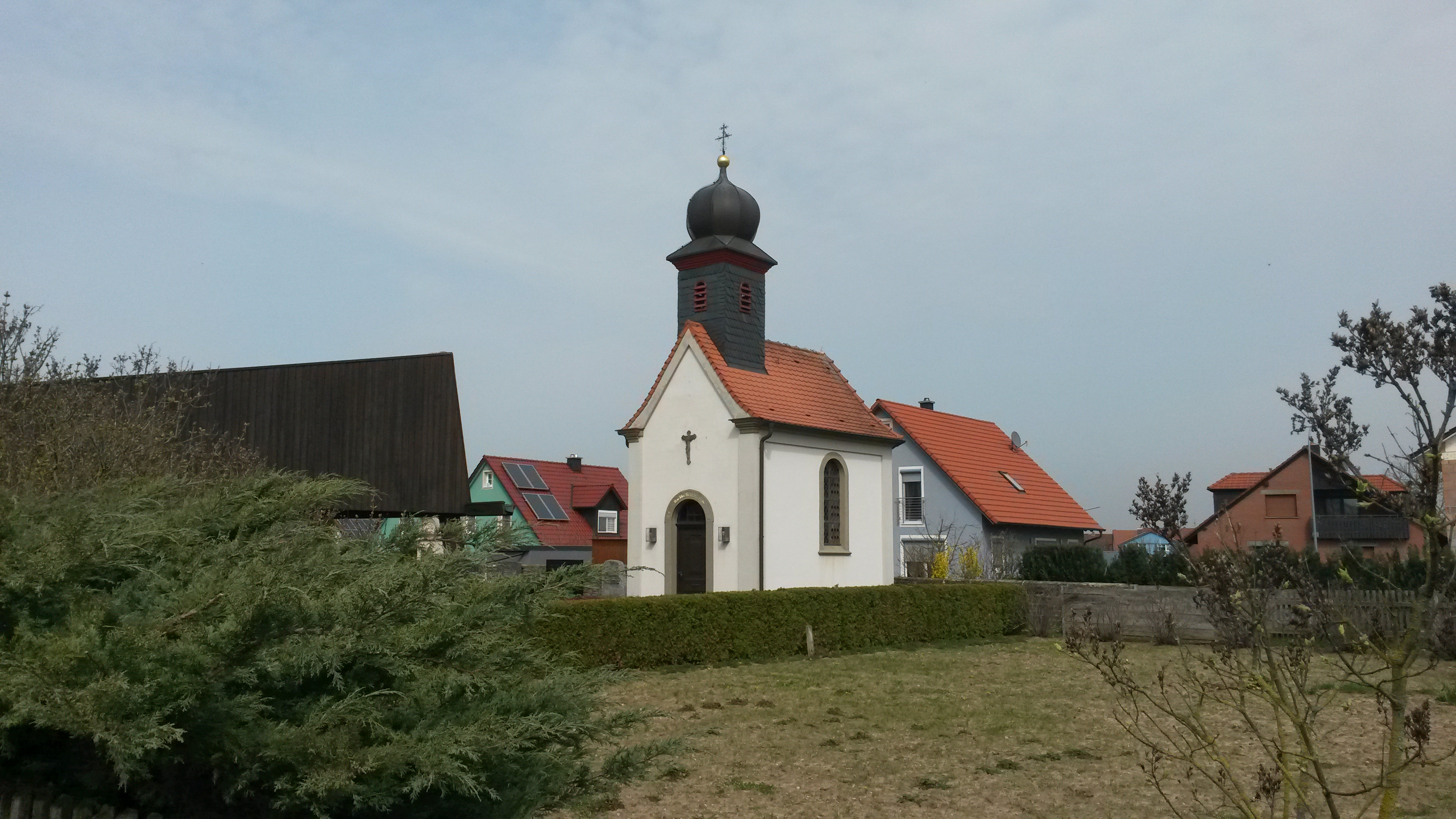
Kapelle am örtlichen Friedhof

### Baudenkmäler

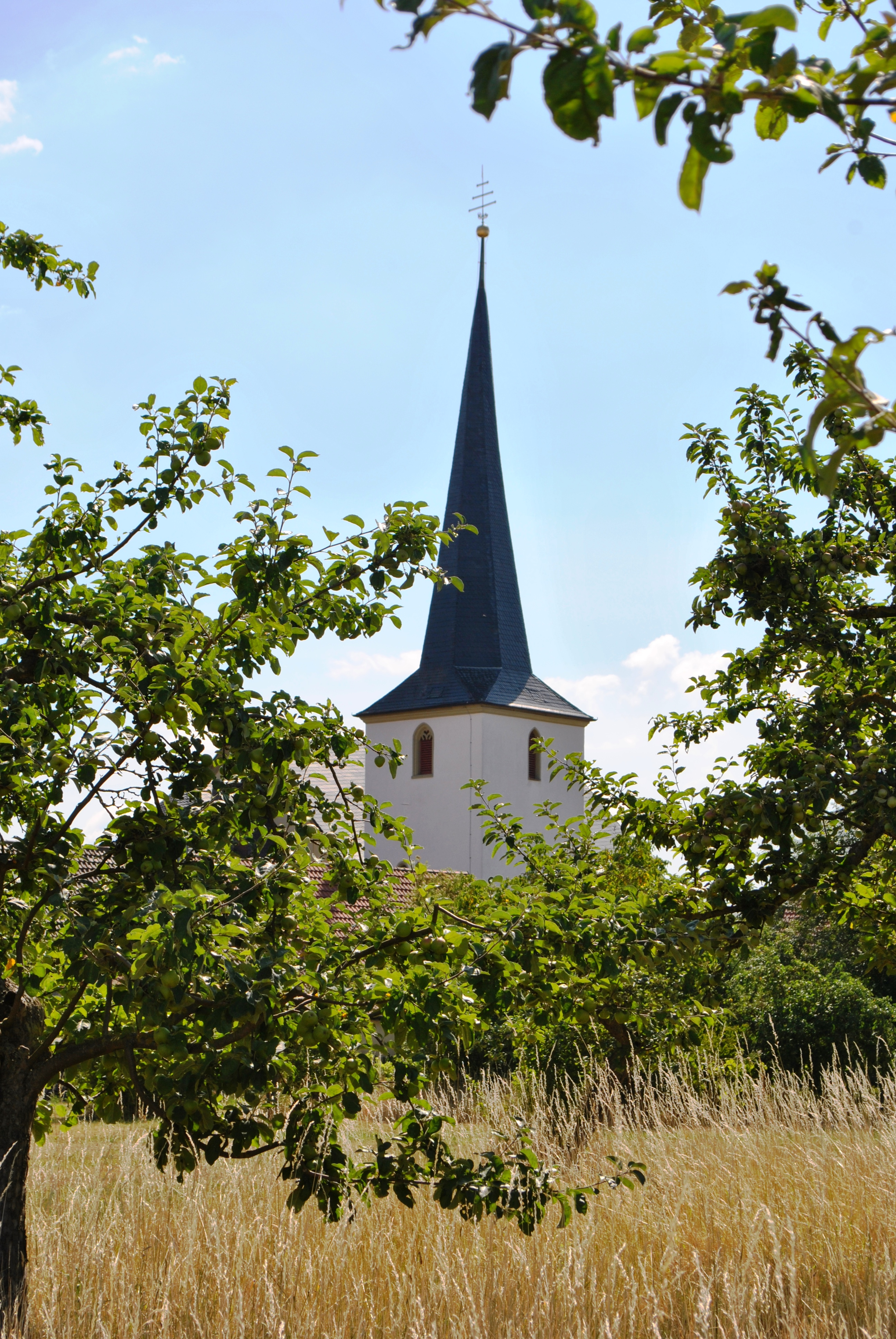
Der Kirchturm der Jakobskirche

Die Pfarrkirche des Ortes ist dem heiligen Jakob geweiht. Das älteste Bauteil des Gotteshauses, der Turm, stammt aus der Zeit der Gegenreformation und wurde in den Jahren 1597–1607 als Julius-Echter-Turm errichtet. Im 19. Jahrhundert erbaute man das Langhaus und den Chor vollständig neu. Innen überwiegt nach einer umfassenden Restaurierung in den 1950er Jahren die Ausstattung des 18. Jahrhunderts. Ein spätgotisches Vesperbild entstand um 1500.
Das Schloss des Ortes war Sitz der wechselnden Herren über den Ort. Im Jahr 1872 kam es an die Grafen von Schönborn, bevor es im 20. Jahrhundert den Zeller Schwestern übergeben wurde und sich heute in Privatbesitz befindet. In seiner heutigen Gestalt entstand es in der zweiten Hälfte des 17. Jahrhunderts, die Formen des Barock dominieren den Bau. Um die Schlossanlage besteht bis heute eine historische Gartenanlage, der Schlosspark Kirchschönbach.
Um das Dorf gibt es mehrere Bildstöcke und Gedenksteine, darunter der um 1400 geschaffene Schlerstein zwischen Rüdern und Kirchschönbach. Die Kreuzkapelle auf dem örtlichen Friedhof entstand zu Beginn des 20. Jahrhunderts als kleiner Saalbau mit Dachreiter.

### Sagen

#### Die drei Enten
Der alte Röder, ein Mann aus Kirchschönbach, entdeckte einst drei Enten, die auf dem Rüderner Bach schwammen. Er wollte sie fangen und sie am Abend essen. Er verfolgte die drei Vögel bachabwärts in Richtung Rüdern. Der Tag war bald vorüber und der Mann hatte die Enten bereits weit verfolgt. Am nächsten Morgen entdeckte man den Mann in einem schlaftrunkenen Zustand. Er war ganz verwirrt und wusste nicht, wo er war. Die Enten hatte er nicht gefangen.

#### Der He-he
Ähnlich wie in den Orten der Umgebung existieren auch in Kirchschönbach Sagen über den He-he.
Am Weg nach Untersambach zwischen der Brücke über den Rüderner Bach und der Waldabteilung Zigeunerholz soll in der Vergangenheit immer wieder ein Reiter ohne Kopf aufgetaucht sein. Wahrscheinlich war dies der sogenannte He-he. Andere berichten, dass der Reiter immer wieder über die Brücke über den Rüderner Bach geritten sein soll. Das Zigeunerholz war ein alter Grenzbezirk zwischen Kirchschönbach, Geesdorf und Rüdern. Der kopflose Reiter konnte die Gemarkung nicht verlassen.
Weitere Sagen über den He-he gehen darauf ein, dass der Reiter keinen anderen Berittenen in seinem Bezirk duldete. So ritt ein Kirchschönbacher Bauer von Untersambach aus nach Kirchschönbach. Wo die Brücke über den Rüderner Bach führt, erhielt der Reiter plötzlich mehrere Ohrfeigen, sodass er vom Pferd stürzte. Das Pferd kehrte daraufhin allein nach Untersambach zurück. Auf der Brücke wurde auch ein Hund mit feurigen Augen gesehen.

#### Der lachende Hase
Ein Jäger schoss bei der Quelle in der Nähe von Kirchschönbach auf Hasen. Er hatte bereits einige geschossen und legte nun auf den letzten an. Nach mehreren Fehlschüssen wurde das Tier vom Schrot getroffen. Anstatt, dass der Hase tot zusammenbrach, fing das Tier plötzlich an, wie ein Mensch zu lachen und verschwand in den ausgedehnten Wäldern der Umgebung.

#### Das Egeltännig
Ein Forstbezirk zwischen Rüdern und Kirchschönbach wird Egeltännig oder Acheltanni genannt. Dort befand sich früher ein See, der heute vertrocknet ist. Leute aus Rüdern, die an Sonntagen nach Kirchschönbach zum Gottesdienst gingen, hörten im Egeltännig häufig die Geräusche einer Axt. Sie liefen in Richtung der Geräusche, die aber immer wieder von einer anderen Seite zu kommen schienen. Daraufhin kehrten sie schnell nach Rüdern zurück, ehe sie sich verliefen.

#### Der Goldklumpen
Der Förster Hahn von Kirschönbach lief eines Tages durch den sogenannten Höllengrund in das Dorf zurück. Er sah in der Ferne ein glühendes Häuflein Kohlen und dachte, die Holzhauer hätten sich ein Feuer angezündet. Er zündete sich mit den glühenden Resten eine Pfeife an, löschte das Feuer und ging nach Hause. Als er die Asche seiner Pfeife ausklopfen wollte, fiel ein Goldklumpen heraus.

## Wirtschaft und Infrastruktur

### Weinbau
Kirchschönbach ist heute Weinbauort im Anbaugebiet Franken. Eine Weinlage existiert um das Dorf, der Wein wird seit den 1980er Jahren unter dem Namen Kirchschönbacher Mariengarten vermarktet. Kirchschönbach ist Teil des Bereichs Weinpanorama Steigerwald, bis 2017 waren die Winzer im Bereich Steigerwald zusammengefasst. Die Lehm- und Tonböden um Kirchschönbach eignen sich ebenso für den Anbau von Wein, wie die Lage in der Maingauklimazone, die zu den wärmsten Deutschlands gehört.
Bereits seit dem Frühmittelalter betreiben die Menschen um Kirchschönbach Weinbau. Die fränkischen Siedler brachten wohl im 7. Jahrhundert die Rebe mit an den Main. Im Mittelalter gehörte die Region zum größten zusammenhängenden Weinbaugebiet im Heiligen Römischen Reich. Die Menschen betrieben zumeist Nebenerwerbsweinbau zur Selbstversorgung, gleichzeitig bildeten sich bereits Exportzentren insbesondere entlang des Maines heraus.
Der Weinbau erlebte nach der Säkularisation zu Beginn des 19. Jahrhunderts einen umfassenden Niedergang. Vor allem klimatisch weniger begünstige Lagen gab man vollständig auf. Zusätzlich erschwerte das Aufkommen von Schädlingen wie der Reblaus den Anbau. In Kirchschönbach wurde bald gar kein Weinbau mehr betrieben. Konsolidieren konnte sich die Weinbauregion Franken erst wieder in der zweiten Hälfte des 20. Jahrhunderts. Der Einsatz von Düngern und verbesserte Anbaumethoden hatten dazu ebenso beigetragen wie die Organisation in Genossenschaften und die Flurbereinigung der 1970er Jahre. Seit 1981 wird wieder Wein im Ort angebaut. Der Lagenname verweist auf die Kartause „Hortus Mariae“ in Ilmbach.
| Weinlage     | Größe 1993 | Größe 2016 | Himmelsrichtung | Hangneigung | Hauptrebsorten          | Großlage          |
| ------------ | ---------- | ---------- | --------------- | ----------- | ----------------------- | ----------------- |
| Mariengarten | 2 ha       | 3 ha       | Süden, Westen   | 20 %        | Schwarzriesling, Kerner | Abtswinder Schild |

### Bildung
Kirchschönbach liegt heute im Sprengel der Grundschule im Hauptort Prichsenstadt. Ab der 5. Klasse besuchen die Kinder die Nikolaus-Fey-Mittelschule in Wiesentheid. Weiterführende Schulen können mit der Mädchenrealschule in Volkach und mit der Realschule in Dettelbach besucht werden. Gymnasien gibt es in Münsterschwarzach (Egbert-Gymnasium), Volkach-Gaibach (Franken-Landschulheim Schloss Gaibach), Wiesentheid (Steigerwald-Landschulheim) und Kitzingen (Armin-Knab-Gymnasium).

## Persönlichkeiten
- Johann Anton Lang (* 1765 in Salzburg; † 1805), Geometer, Kartenzeichner, wirkte jahrelang in Kirchschönbach[9]
- Jakob Mehling (* 1853 in Wernfeld; † 1905 in Kirchschönbach), Politiker, Landtagsabgeordneter, Mehling wirkte als Lehrer in Kirchschönbach